# Juri Petrowitsch Figatner
Juri Petrowitsch Figatner (russisch Юрий Петрович Фигатнер; 1889 in Odessa – 20. September 1937 in Moskau) war ein russischer Revolutionär und Politiker.
Figatner war 1918 Volkskommissar für Innere Angelegenheiten der Terek-Republik, 1919 ging er zur illegalen Parteiarbeit nach Transkaukasien. Von März 1921 bis Februar 1922 war er Sekretär des Kaukasischen Büros des Zentralkomitees der KPR. Später arbeitete er an verantwortlicher Stelle in der Wirtschaft. Ab dem 14. Parteitag war er Mitglied der Zentralen Parteikontrollkommission der KPdSU. 1937 wurde er im Zuge der Stalinschen Säuberungen wegen „terroristischer Aktivitäten“ verhaftet und am 20. September erschossen.
Figatner wurde 1956 rehabilitiert.